# Jōnetsu Yuki Miraisen
Singles de Coconuts Musume
Watashi mo I Love You
(2000)
 Jōnetsu Yuki Miraisen  (情熱行き 未来船, ou Jounetsu Yuki Miraisen) est le 5e (et dernier) single du groupe de J-pop Coconuts Musume, sorti en 2001.

## Présentation
Le single, écrit et produit par Tsunku, sort le 22 août 2001 au Japon sur le label Zetima ; c'est le premier (et unique) disque du groupe à sortir sur ce label, les précédents étant sortis chez SME Records. Il atteint la 69e place du classement de l'Oricon, restant classé pendant une semaine.
C'est le premier (et unique) disque du groupe enregistré en trio, sans Danielle qui est partie en avril précédent. Lehua partira à son tour six mois après la sortie du single, qui restera le dernier disque du groupe.
La chanson-titre est chantée en japonais, bien que Lehua (américaine) ne parle pas cette langue. Elle figurera sur la compilation du Hello! Project Petit Best 2 ~3, 7, 10~ de fin d'année. Son clip vidéo figurera sur le DVD Petit Best 2 DVD qui sortira fin 2004. Le titre en "face B" est pour la première fois une chanson inédite, Koibito Boogie Woogie! (les "faces B" des autres singles du groupe étaient des reprises ou des versions remixées).
Membres du groupe
Ayaka ; Mika ; Lehua

## Liste des titres
1. Jōnetsu Yuki Miraisen  (情熱行き 未来船?)
2. Koibito Boogie Woogie!  (恋人ブギウギ!?)
3. Jōnetsu Yuki Miraisen (instrumental) (情熱行き 未来船...?)